# تشارلز إتش. بورتر
تشارلز إتش. بورتر هو محامي وسياسي أمريكي، ولد في 21 يونيو 1833 في القاهرة في الولايات المتحدة، وتوفي بنفس المكان في 9 يوليو 1897. نشط حزبياً في الحزب الجمهوري. وقد انتخب عضو مجلس نواب الولايات المتحدة عن ولاية فرجينيا ‏ وانتخب عضو مجلس النواب الأمريكي ‏.